# Santa Fé do Novo México

O território de Santa Fe de Nuevo México em 1824

Santa Fe de Nuevo México (também chamado de Nuevo México ou Nuevo Méjico) era uma província da Nova Espanha e, posteriormente, do México, que existiu desde o final do século XVI até inícios do século XIX. Estava centrado no vale superior do Rio Grande (Río Bravo del Norte), em uma área que incluía a maior parte do atual Estado americano do Novo México. Em teoria, tinha fronteiras variavelmente definidas estendendo-se para os atuais Estados americanos, no oeste do Texas, sul do Colorado, sudoeste do Kansas e no cabo de frigideira (panhandle) de Oklahoma. Sua capital era Santa Fe, exceto nos primeiros anos de sua fundação.
A província foi fundada em 1598 por Juan de Oñate durante sua expedição ao norte da Nova Espanha, ele estabeleceu um assentamento perto de San Juan Pueblo. A expedição tinha sido autorizada por Filipe II. O espanhol acreditava que as cidades de ouro, como as dos astecas, que os espanhóis haviam conquistado anteriormente, ficavam ao norte no território inexplorado. Oñate foi incapaz de encontrar tais cidades, porém, ele embarcou na conquista dos povos urbanizados Pueblo. Oñate posteriormente se tornou o primeiro governador da província. Ele esperava transformar a província em um vice-reinado independente da Nova Espanha, mas não teve sucesso. Os espanhóis foram expulsos do território durante 12 anos após a Revolta de Pueblo de 1680  , retornando em 1692 na reocupação "sem derramamento de sangue" de Santa Fe feita por Diego de Vargas. A província foi submetida à jurisdição da Real Audiencia de Guadalajara, sob a fiscalização do vice-rei da Nova Espanha. Em 1777, com a criação do Conselho Geral das Provincias Internas, a província foi retirada da alçada do vice-rei e colocada unicamente sob a fiscalização do general comandante.
A província permaneceu no controle espanhol até a Declaração de Independência do México em 1821. Sob a Constituição mexicana de 1824 Santa Fe de Nuevo México tornou-se território federal administrado pelo Novo México.
A área da antiga província a leste do Rio Grande foi reivindicada pela República do Texas a partir de 1836, uma reivindicação que foi contestada pelo México. Em 1841 os texians enviaram uma expedição cujo objetivo era o comércio na região, mas com esperanças de ocupar a área reivindicada, entretanto  a expedição foi capturada por tropas mexicanas.  Com a anexação do Texas os Estados Unidos herdaram a reivindicação não executada à margem leste. O Exército dos Estados Unidos, sob o comando de Stephen W. Kearny, ocupou o território em 1846 na Guerra Mexicano-Americana e o México reconheceu a sua derrota para os Estados Unidos em 1848 com a Cessão Mexicana. Texas continuou a reivindicar a parte oriental, mas nunca conseguiu estabelecer controle, exceto em El Paso, no Compromisso de 1850, foi cedido a  sua reivindicação de áreas do que é hoje o Novo México. Em 1849, o presidente Zachary Taylor propôs que o Novo México imediatamente se tornaria um estado para contornar o conflito político sobre a escravidão nos territórios, mas só se tornou um estado em janeiro de 1912.